# Campionato del mondo sportprototipi 1981
Il Campionato del mondo marche 1981, la cui denominazione ufficiale è World Championship for Makes, è stata la 10ª edizione del Campionato del mondo sportprototipi.
Organizzato e regolamentato dalla Federazione Internazionale dell'Automobile, tramite la Federazione Internazionale Sport Automobilistico, per le vetture gruppo 5 senza limiti di cilindrata, suddivise in due divisioni. Si aggiudica il titolo la Lancia con la Beta Montecarlo Turbo.

## Regolamento
Il regolamento varato nel 1973 da Federazione Internazionale dell'Automobile e Commissione Sportiva Internazionale prevede che dal 1976 il Campionato Mondiale Marche venga riservato alle silhouette e non più ai prototipi che disputeranno un Campionato a parte. Dal 1979 vengono ammessi nuovamente i prototipi che non possono guadagnare punti per il Campionato ma hanno la possibilità di vincere le singole prove.
Nel 1981 partecipano al Campionato le silhouette Gruppo 5 che in alcune gare vengono iscritte come GTX, GTU o GTO e i prototipi, che non prendono punti iridati. Le vetture omologate come Gruppo 5, le uniche interessate alla conquista del Titolo, devono essere costruite su una scocca di serie e mantenere le forme della macchina stradale da cui derivano, telai, motori e aerodinamica non sono sottoposti a regolamenti e il peso minimo varia a seconda della cilindrata. Le Gruppo 5 sono suddivise in base alla cilindrata in Divisione 1, oltre i due litri, e Divisione 2, entro i due litri, e anche se gareggiano contemporaneamente disputano in realtà due Campionati paralleli ottenendo gli stessi punti per entrambe le Divisioni. Ottiene punti solo la prima vettura classificata di ogni squadra. Il Campionato prevede quindici prove iridate ma solo in sei di queste vengono assegnati punti. Il Campionato Mondiale Marche viene assegnato alla squadra che ottiene il maggior punteggio indifferentemente dalla Divisione a cui appartiene.
Categorie e Vetture
- Gruppo 5: Ferrari 308 GTB, BMW M1, BMW 320, Fiat X1/9, Lancia Beta Montecarlo, Lotus Esprit, Opel Ascona, Porsche 911, Porsche 935, Alfa Romeo Alfetta GTV Triumph TR8
- Prototipi: Chevron B31, Chevron B36, Lola T286, Lola T298, Lola T600, Lucchini, Osella PA6, Osella PA7, Osella PA8, Osella PA9, Porshe 908

## Risultati
| Nº | Data         | Gara                    | Vincitore assoluto | Vincitore Divisione 2 | Vincitore Divisione 1 | Resoconto |
| -- | ------------ | ----------------------- | ------------------ | --------------------- | --------------------- | --------- |
| 1  | 1º febbraio  | 24 Ore di Daytona       | Porsche            | Porsche               | Lancia                | Resoconto |
| 2  | 26 aprile    | 1000 km di Monza        | Porsche            | Porsche               | Lancia                | Resoconto |
| 3  | 10 maggio    | 6 Ore di Silverstone    | Porsche            | Porsche               | Lancia                | Resoconto |
| 4  | 24 maggio    | 1000 km del Nürburgring | BMW                | BMW                   | Lancia                | Resoconto |
| 5  | 13-14 giugno | 24 Ore di Le Mans       | Porsche            | Porsche               | Lancia                | Resoconto |
| 6  | 12 luglio    | 6 Ore di Watkins Glen   | Lancia             | Porsche               | Lancia                | Resoconto |

## Classifiche
La Porsche vince il Campionato della Divisione 1 e la Lancia nella Divisione 2. Entrambe le squadre ottengono 100 punti validi e contando i punti realmente guadagnati la Lancia vince il suo secondo Campionato mondiale marche con uno scarto di 2,5 punti sulla rivale.

### Gruppo 5 Divisione 1
| Pos | Costruttore | Rd 1 | Rd 2 | Rd 3 | Rd 4 | Rd 5 | Rd 6 | Rd 7  | Rd 8 | Rd 9 | Rd 10 | Rd 11 | Rd 12 | Rd 13 | Rd 14 | Rd 15 | Totale |
| --- | ----------- | ---- | ---- | ---- | ---- | ---- | ---- | ----- | ---- | ---- | ----- | ----- | ----- | ----- | ----- | ----- | ------ |
| 1   | Porsche     | 20   |      |      | 20   |      | 20   | (7.5) | 20   |      |       | 20    |       |       |       |       | 100    |
| 2   | BMW         | 8    |      |      | 15   |      | 15   | 10    | 8    |      |       |       |       |       |       |       | 52     |
| 3   | Ferrari     |      |      |      | 3    |      |      |       | 15   |      |       |       |       |       |       |       | 18     |
| 4   | Lancia      |      |      |      |      |      |      | 7,5   |      |      |       |       |       |       |       |       | 7,5    |
| 5   | Morgan      |      |      |      |      |      | 2    |       |      |      |       |       |       |       |       |       | 2      |

### Gruppo 5 Divisione 2
| Pos | Costruttore | Rd 1 | Rd 2 | Rd 3 | Rd 4 | Rd 5 | Rd 6 | Rd 7 | Rd 8 | Rd 9 | Rd 10 | Rd 11 | Rd 12 | Rd 13 | Rd 14 | Rd 15 | Totale |
| --- | ----------- | ---- | ---- | ---- | ---- | ---- | ---- | ---- | ---- | ---- | ----- | ----- | ----- | ----- | ----- | ----- | ------ |
| 1   | Lancia      | 20   |      |      | 20   |      | 20   | (10) | 20   |      |       | 20    |       |       |       |       | 100    |
| 2   | BMW         |      |      |      |      |      | 15   | 7,5  |      |      |       |       |       |       |       |       | 22,5   |
| 3   | Opel        |      |      |      |      |      |      | 5    |      |      |       |       |       |       |       |       | 5      |
| 4   | Ford        |      |      |      |      |      |      | 4    |      |      |       |       |       |       |       |       | 4      |
| 5   | Toyota      |      |      |      |      |      |      | 2    |      |      |       |       |       |       |       |       | 2      |
| 6   | Alfa Romeo  |      |      |      |      |      |      | 0,5  |      |      |       |       |       |       |       |       | 0,5    |